# Mijnschade

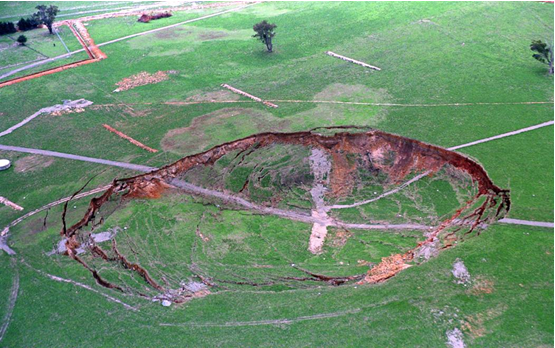
Verzakking door ondergrondse mijnactiviteiten in Cobar, Australië

Mijnschade is schade aan gebouwen, infrastructuur of natuur, die ontstaat als gevolg van ondergrondse mijnbouw.

## Achtergrond
Tijdens de productie van de mijn wordt steenkool of erts verwijderd uit onderaardse ruimten die pijlers worden genoemd. Als de steenkool of het ertshoudend gesteente is weggehaald kan men de pijler vullen met mijnsteen, ofwel de pijler gecontroleerd laten instorten door de stutten weg te halen. In het laatste geval zal de pijler worden opgevuld door steenbrokken die uit de zoldering van de pijler losbreken. Dit proces gaat door totdat ongeveer drie maal zoveel gesteente is losgebroken als het volume van de pijler is. Dit komt omdat de steenbrokken minder compact vullen dan massief gesteente.
De bovenliggende lagen zullen nu niet meer afbrokkelen, maar wél zakken ze geleidelijk in, omdat de holten tussen de steenbrokken langzamerhand zullen worden dichtgedrukt. Aldus ontstaan bodemverzakkingen die wel drie tot vijf meter kunnen bedragen. De depressie heeft ruwweg een doorsnede die gelijk is aan tweemaal de oorspronkelijke diepte van de pijler. Het verzakkingsproces duurt gewoonlijk een vijftal jaren voordat het is gestabiliseerd.

## Gevolgen

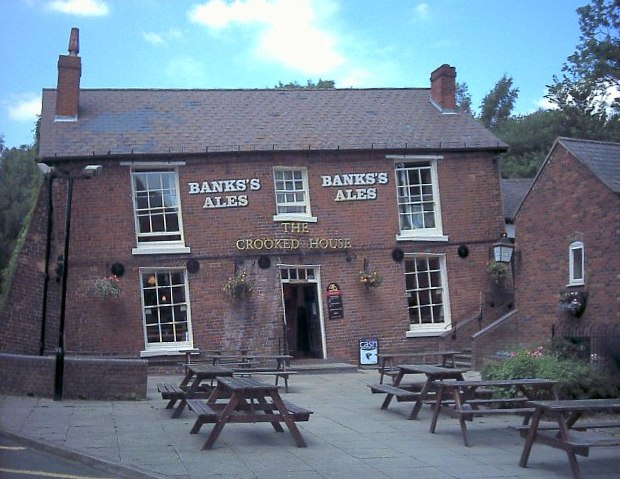
The Crooked House, een door mijnschade verzakte pub in Himley, Engeland

Allereerst springt een verstoring van de waterhuishouding in het oog. Als er gevoelige objecten, zoals bouwwerken, in de depressie aanwezig zijn, zal er soms continu moeten worden gepompt. Aanwezige vijvers, beken en dergelijke kunnen van loop veranderen leeglopen of juist overlopen. Bouwwerken middenin de depressie lopen geen verdere schade op; deze zakken in hun geheel enkele meters. Op de rand van de verzakking is de situatie ernstiger: hier kunnen bouwwerken geleidelijk scheef komen te staan of scheuren gaan vertonen.
Er zal in de regel een schadevergoeding worden betaald uit fondsen die door de mijn zijn bijeengebracht en ook ná de mijnsluitingen nog kunnen worden benut. In België worden in het algemeen 25 jaar na de sluiting van de laatste steenkoolmijn in een bepaald gebied, zoals het Kempens Bekken, geen schadeclaims meer erkend. In Nederland gold aanvankelijk een termijn van 30 jaar na de sluiting van de mijnen in de Oostelijke en Westelijke Mijnstreek. Deze termijn was in 2014 verstreken, hoewel ook daarna nog uitkeringen werden verstrekt in het kader van het noodfonds voor schrijnende gevallen van mijnwaterschade, aangezien het wegpompen van mijnwater pas in 1994 was gestopt. In 2020 oordeelde de Raad van State dat mijnschade niet kan verjaren, als deze rechtstreeks tot de steenkoolwinning is te herleiden. De zaak was aangespannen door de Provincie Limburg, nadat het Ministerie van Economische Zaken in 2018 had bepaald dat de schade aan twee huizen in Kerkrade, veroorzaakt door verzakkingen van de in 1969 gesloten Domaniale mijn, niet zou worden vergoed.